# Лоропеталум
Лоропеталум, или Ремнелепестник (лат. Loropetalum) — род растений семейства Гамамелисовые (Hamamelidaceae).

## Ботаническое описание
Вечнозелёные однодомные кустарники.
Листья простые очерёдные.
Цветки собраны в кисти. Лепестки удлинённые, узкие.
Плод — коробочка. Семена чёрные блестящие.

## Таксономия
Род включает 3 вида:
- Loropetalum chinense (R.Br.) Oliv. — Лоропеталум китайскийtypus
- Loropetalum lanceum Hand.-Mazz.
- Loropetalum subcordatum (Benth.) Oliv.